# Swift Engineering

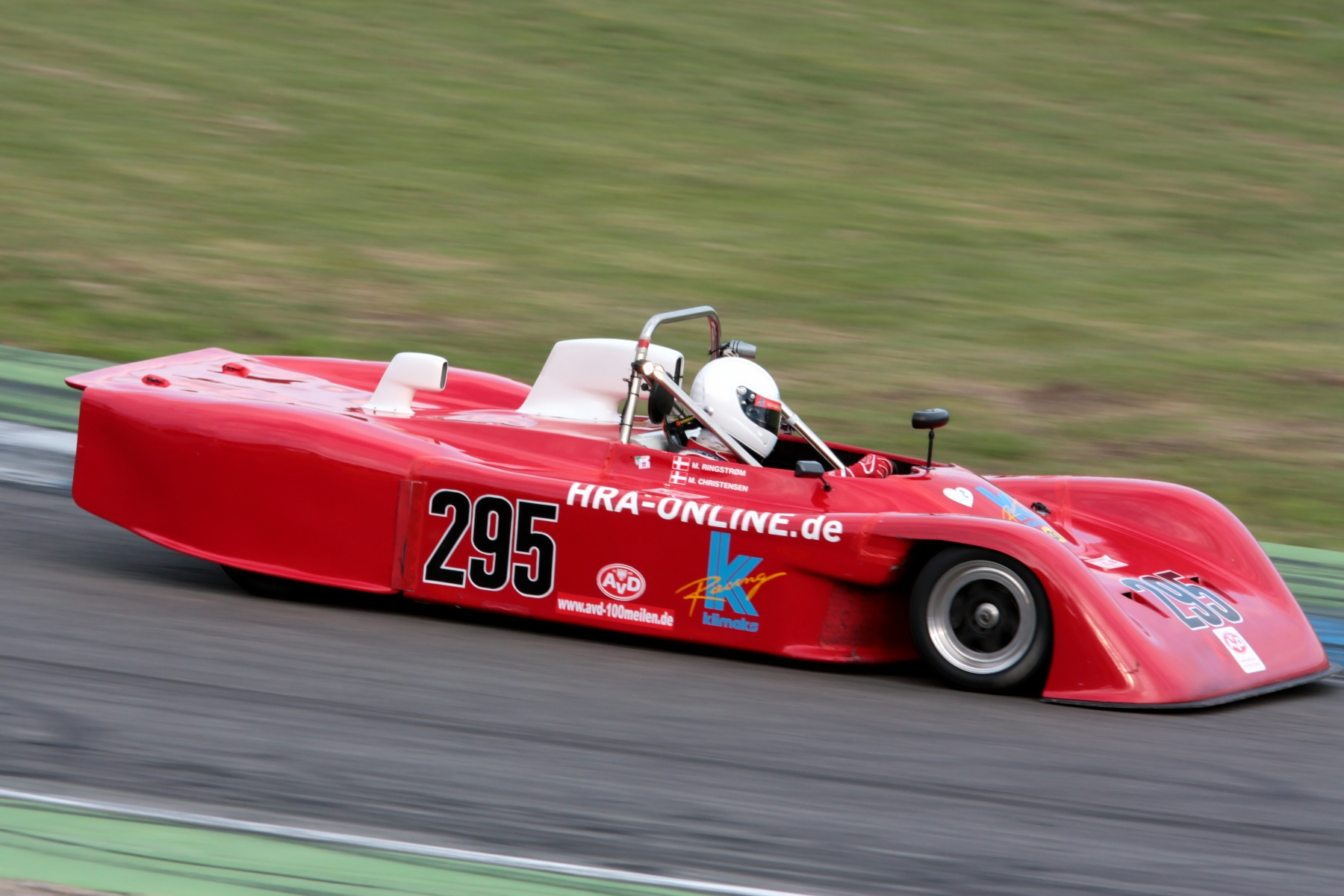
Swift DB2

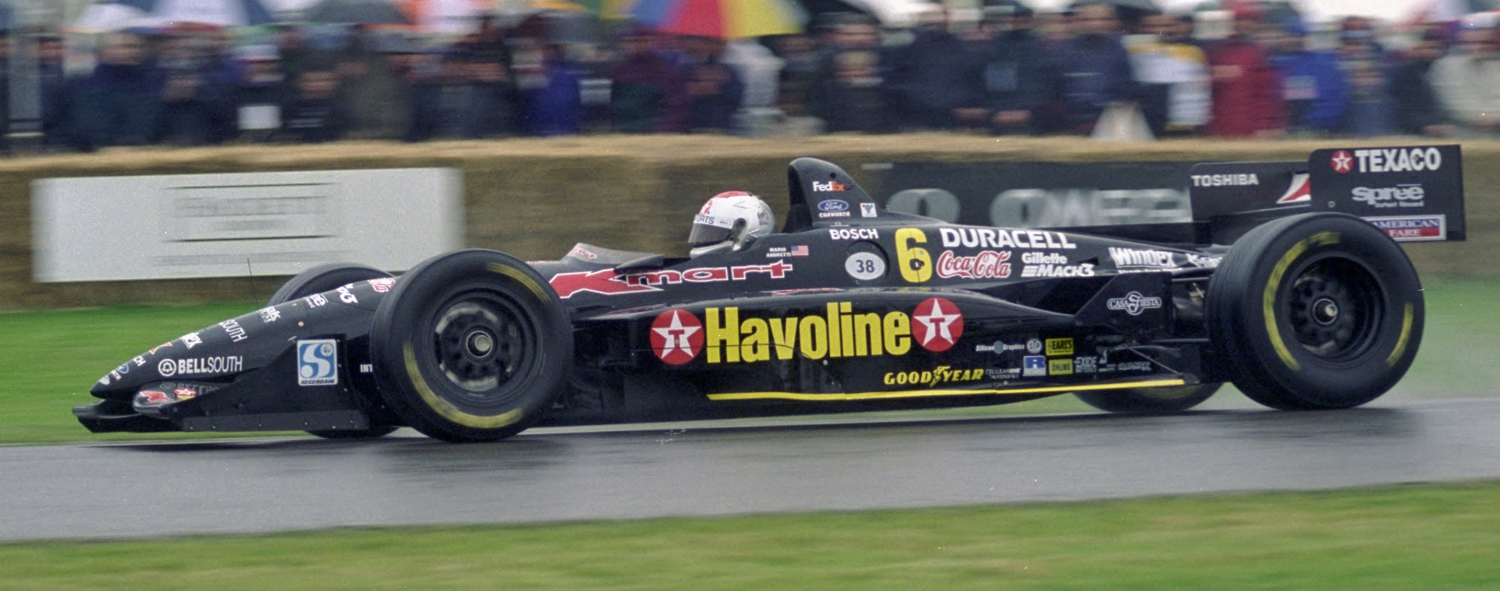
Swift 007.i

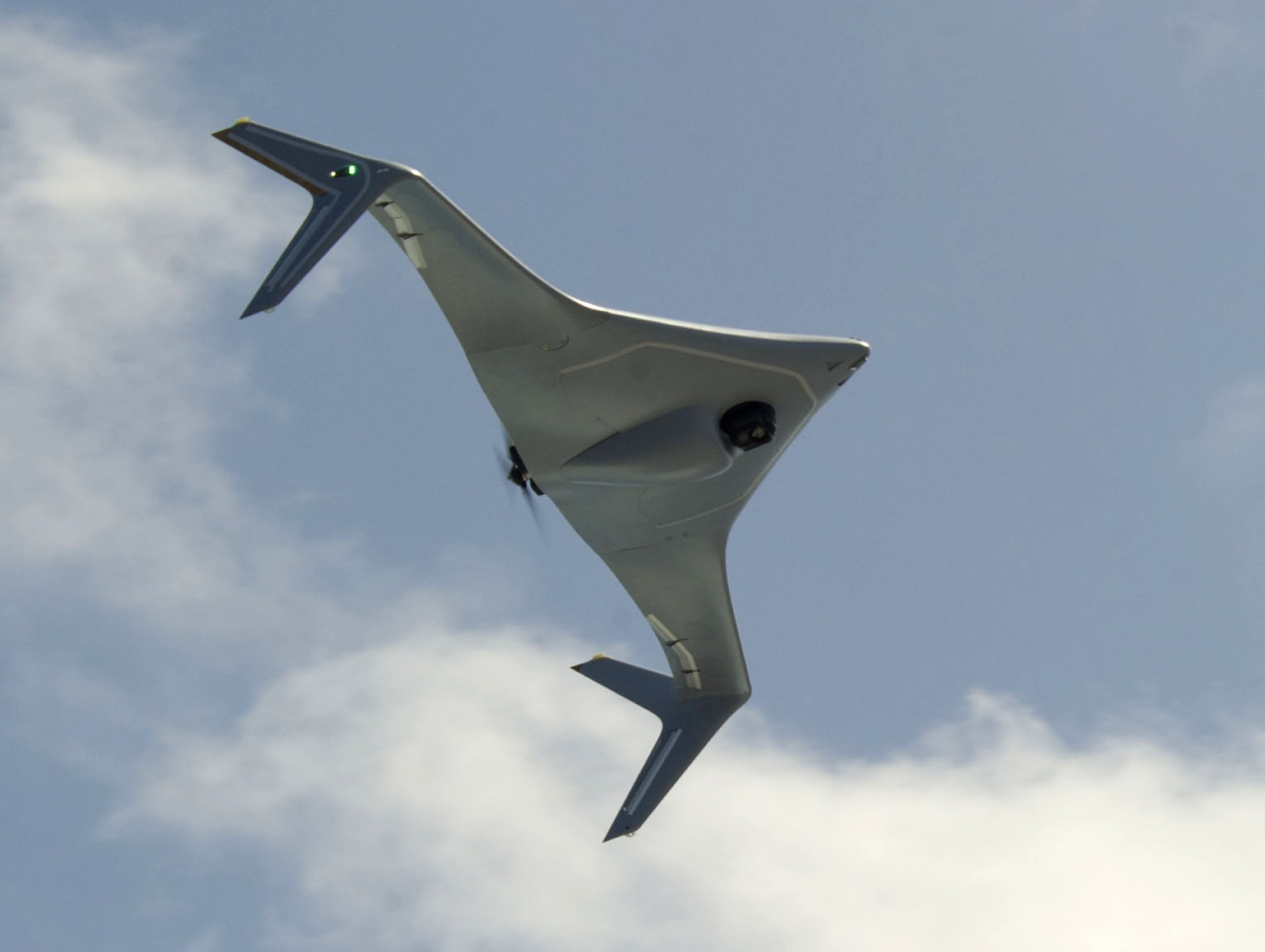
Northrop Grumman Bat

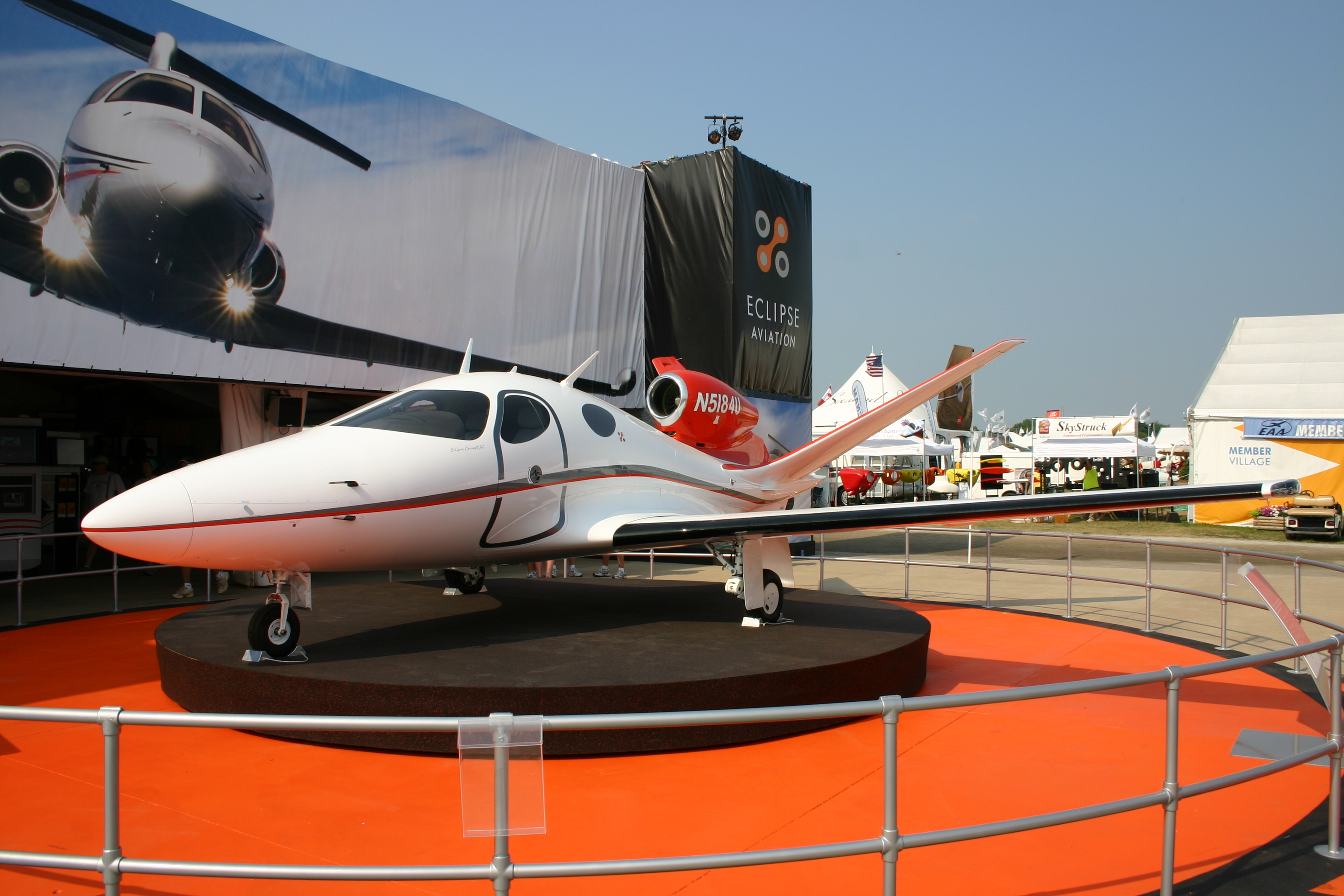
Eclipse ECJ / 400

Swift Engineering is een Amerikaanse chassis fabrikant. Het bedrijf is opgericht in 1983. Ze zijn begonnen met het maken van Amerikaanse Formule Ford auto's en nu maken ze Formule Ford auto's voor de competities overal in de wereld. Ze hebben ook Formule 1 auto's gemaakt maar zonder succes. Nu maken ze auto's voor de Formule Ford, Formule Atlantic, Champ Car, NASCAR Craftsman Truck Series en de "Funny Car" voor Toyota in het professionele dragracen. Ze hebben ook een dochter bedrijf: Swift Aero. Swift Aero maakt UAS (unmanned air system) een manier om op afstand bestuurbare vliegtuigen te maken. 